# آرکولا
آرکولا (به ایتالیایی: Arcola) یک کومونه در ایتالیا است که در استان لا اسپتزیا واقع شده‌است.

## خصوصیات
آرکولا ۱۶٫۴ کیلومترمربع مساحت و ۱۰٬۱۴۵ نفر جمعیت دارد.